# 200-km-Rennen von Hockenheim 1971

Streckenlayout 1971

Das 200-km-Rennen von Hockenheim 1971, auch Südwest-Pokal (Interserie), Hockenheim, fand am 4. Juli auf dem Hockenheimring statt und war der dritte Wertungslauf der Interserie dieses Jahres.

## Das Rennen
Das Rennen in Hockenheim war bereits der dritte Wertungslauf auf der Rennstrecke südlich von Mannheim, seit Einführung der Rennserie 1970. Das 200-km-Rennen von Hockenheim 1970 gewann Vic Elford auf einem McLaren M6B. Der Saisonabschluss 1970 endete mit dem Erfolg von Helmut Kelleners im March 707.
Das 200-km-Rennen 1971 ging mit dem Gesamtsieg von Derek Bell im McLaren M8E zu Ende. Der zweitplatzierte Leo Kinnunen übernahm die Führung in der Gesamtwertung der Meisterschaft.

## Ergebnisse

### Schlussklassement
| 1           | Gr. 7 | 33 | Sid Taylor Racing Castrol | Derek Bell         | McLaren M8E        | 30 |
| 2           | Gr. 7 | 11 | Racing Team AAW           | Leo Kinnunen       | Porsche 917 Spyder | 30 |
| 3           | Gr. 7 | 4  | Ecurie Bonnier            | Vic Elford         | Lola T222          | 30 |
| 4           | Gr. 7 | 13 | Gesipa Racing Team        | Michel Weber       | Porsche 917 Spyder | 30 |
| 5           | Gr. 7 | 1  | Jürgen Neuhaus            | Jürgen Neuhaus     | Porsche 917 Spyder | 30 |
| 6           | Gr. 6 | 27 | Ernst Kraus               | Ernst Kraus        | Porsche 908/02     | 28 |
| 7           | Gr. 6 | 44 | Heimken Automobile        | Alexander Nolte    | Porsche 908/01     | 27 |
| 8           | Gr. 6 | 18 | Team Auto Usdau           | Hans-Dieter Weigel | Porsche 908/02     | 27 |
| 9           | Gr. 7 | 20 | Gelo Racing Team          | Georg Loos         | McLaren M8E        | 22 |
| 10          | Gr. 7 | 6  | Racing Team V.D.S.        | Teddy Pilette      | McLaren M8E        | 14 |
| Ausgefallen |       |    |                           |                    |                    |    |
| 11          | Gr. 5 | 9  | GS-Tuning                 | Dieter Basche      | Lola T212          | 9  |
| 12          | Gr. 5 | 48 | Bernd Seidler             | Bernd Seidler      | Lola T70 Mk.3 GT   | 4  |
| 13          | Gr. 7 | 10 | Ecurie Evergreen          | Chris Craft        | McLaren M8E        | 3  |
| 14          | Gr. 6 | 50 | C. Graemiger Racing       | Gérard Larrousse   | Lola T222          | 2  |
| 15          | Gr. 7 | 3  | Felder Racing Team        | Helmut Kelleners   | March 717          |    |
| 16          | Gr. 7 | 43 | Siegfried Rieger          | Siegfried Rieger   | McLaren M8C        |    |

### Nur in der Meldeliste
Hier finden sich Teams, Fahrer und Fahrzeuge, die ursprünglich für das Rennen gemeldet waren, aber nicht daran teilnahmen.
| Pos. | Klasse | Nr. | Team                     | Fahrer            | Chassis           |
| ---- | ------ | --- | ------------------------ | ----------------- | ----------------- |
| 17   | Gr. 7  | 6   | Racing Team V.D.S.       | Teddy Pilette     | McLaren M8C       |
| 18   | Gr. 7  | 16  | Ecurie Bonnier           | Giampiero Moretti | Lola T222         |
| 19   | Gr. 5  | 25  | Scuderia Brescia Corse   | Marsilio Pasotti  | Ferrari 512M      |
| 20   | Gr. 7  | 38  | Gesipa Racing Team       | Helmut Krause     | McLaren M8C       |
| 21   | Gr. 7  | 45  | Sid Taylor Team Castrol  | Brian Redman      | McLaren M8E       |
| 22   | Gr. 5  | 47  | Snake Speed              | David Weir        | Ferrari 512M      |
| 23   | Gr. 5  | 51  | Team Auto Usdau          | Reinhold Joest    | Porsche 917K      |
| 24   | Gr. 5  | 52  | Stefan Sklenar           | Stefan Sklenar    | Lola T70 Mk.3B GT |
| 25   | Gr. 5  | 53  | Herbert Müller Racing    | Herbert Müller    | Ferrari 512M      |
| 26   | Gr. 6  | 55  | Bosch Racing Team Vienna | Otto Stuppacher   | Porsche 908/02    |

### Klassensieger
| Klasse | Fahrer                  | Fahrzeug       | Platzierung im Gesamtklassement |
| ------ | ----------------------- | -------------- | ------------------------------- |
| Gr. 7  | Derek Bell              | McLaren M8E    | Gesamtsieg                      |
| Gr. 6  | Ernst Kraus             | Porsche 908/02 | Rang 6                          |
| Gr. 5  | kein Teilnehmer im Ziel |                |                                 |

### Renndaten
- Gemeldet: 26
- Gestartet: 16
- Gewertet: 10
- Rennklassen: 3
- Zuschauer: 40000
- Wetter am Renntag: unbekannt
- Streckenlänge: 6,789 km
- Fahrzeit des Siegerteams: 1:01:44,600 Stunden
- Gesamtrunden des Siegerteams: 30
- Gesamtdistanz des Siegerteams: 203,658 km
- Siegerschnitt: 197,900 km/h
- Pole Position: Derek Bell – Mclaren M8E (#33) – 1:59,800
- Schnellste Rennrunde: Derek Bell – McLaren M8E (#33) – 2:01,600 = 200,780 km/h
- Rennserie: 3. Lauf zur Interserie 1971